# Фрауэнберг (Наэ)
Фрауэнберг (нем. Frauenberg) — община в Германии, в земле Рейнланд-Пфальц.
Входит в состав района Биркенфельд. Подчиняется управлению Баумхольдер. Население составляет 381 человек (на 31 декабря 2010 года). Занимает площадь 3,86 км².